# Аббатство Святого Михаила Архангела (Пассиньяно)
Аббатство Сан-Микеле-Арканджело-а-Пассиньяно (итал. Abbazia di San Michele Arcangelo a Passignano), также называемое Бадиа-ди-Пассиньяно (итал. Badia di Passignano), — это историческое бенедиктинское аббатство (итал. badia — аббатство), расположенное на вершине живописного холма, окружённое кипарисами, к востоку от города Таварнелле-Валь-ди-Пеза, провинция Флоренция, Италия. Комплекс аббатства находится примерно в 2-х километрах к востоку от автострады Сиена-Флоренция.
Монастырь многократно разрушали и перестраивали, поэтому ныне он более похож на рыцарский замок, чем на религиозный дом. Он заключён в куртину XV века с четырёхугольным планом и угловыми башнями, однако неоготические дополнения, сделанные в конце XIX века, когда после упразднения монашеской общины он был преобразован в виллу, очевидны. Церковь аббатства, имеющая план латинского креста, была почти полностью перестроена во второй половине XVI века и расписана изнутри фресками Доменико Пассиньяно и Алессандро Аллори. В 1986 году монастырский комплекс вновь перешёл во владение монахов ордена Валломброза.
За пределами закрытого комплекса аббатства находится романская церковь Святого Михаила Архангела XII века; церковь претерпела многочисленные реконструкции. В прилегающей небольшой деревушке Пассиньяно находится приходская церковь Сан-Бьяджо, построенная в 1080 году. В аббатстве в XIX веке хранилась коллекция из более чем 6000 пергаментных рукописей, многие из которых были привезены сюда великим герцогом Леопольдом. Аббатство известно множеством фресок, созданных художниками на протяжении веков. В трапезной монастыря сохранились фрески работы Доменико Гирландайо и его брата Давида.

## История
Документы, упоминающие аббатство, датируются 890-ми годами эпохи ломбардского завоевания. К 1049 году, когда предыдущая обитель была подарена Иоанну Гуальберту, основателю монашеского ордена валломброзианов.
Первым аббатом-валломброзианцем в Пассиньяно был Лето, который весной 1050 года присутствовал на Римском синоде и организовал встречу папы Льва IX со святым Иоанном Гуальбертом. Посвятив всю свою жизнь борьбе за независимость Церкви, святой Иоанн Гуальберт умер в монастыре Пассиньяно 12 июля 1073 года.

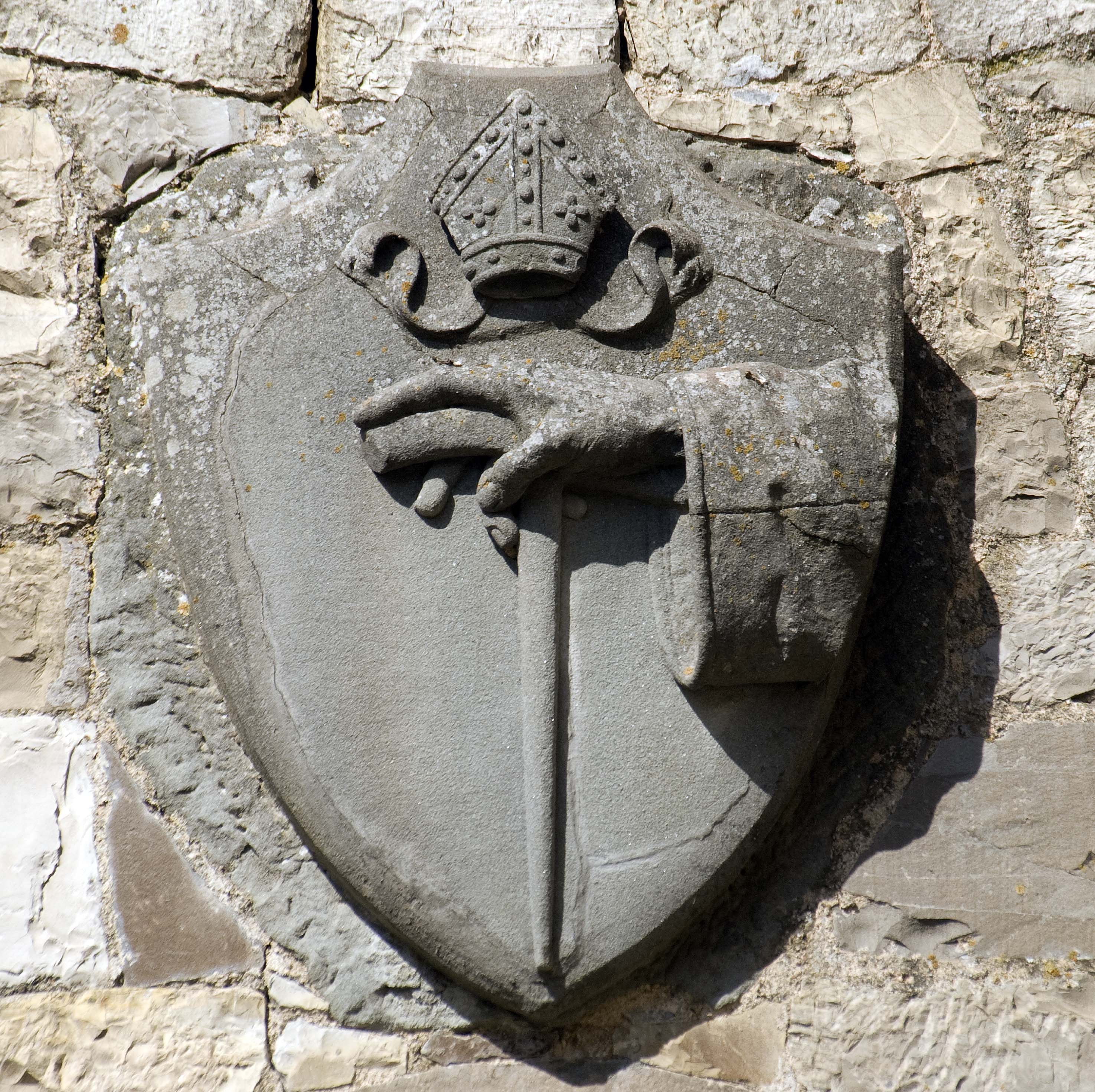
Герб монахов Пассиньяно

Как место хранения останков Святого Джованни Гуальберто, аббатство занимало престижное положение. Однако престиж также достигался за счёт пожертвований и покупок, которые позволяли монастырю управлять не только обширными территориями в Кьянти, но и многими зданиями, используемыми для богослужений или приёма паломников, больных и бедных.
Богатство монастыря в XIV веке было огромным, о чём свидетельствует постановление, вынесенное 30 сентября 1370 года викарием исполнителя судебных постановлений муниципалитета Флоренции, в котором монастырь был обязан платить значительный ежегодный налог. В XIV веке в Сиене были созданы два произведения для украшения церкви аббатства: реликварий Сан Джованни Гуальберто, который был изменен в XV веке заменой бюста, и в 1358 году полиптих главного алтаря.
К концу XV века работы по расширению аббатства были завершены. Главную роль в этом сыграл ломбардский каменщик и архитектор Мариотто ди Андреа ди Нери. В 1472 году Бернардо ди Стефано Росселли расписал два люнета; с 1476 года в монастыре работали братья Давид и Доменико Гирландайо, они написали фреску «Тайная вечеря» для трапезной, а затем расписали Зал капитула. Другим художником, участвовавшим в этих работах, был Филиппо ди Антонио Филиппелли, уроженец Пассиньяно, направленный в мастерскую Гирландайо.
В 1549 году, когда началось преобразование церкви в стиле маньеризма и барокко: первым творением стал деревянный хор, расположенный посередине нефа и созданный монахом-валломброзианцем Микеле Конфетто. В 1580 году была открыта Капелла Сан-Джованни Гуальберто, расписанная Джованни Марией Буттери по проекту Алессандро Аллори . 
В это же время было проведено обследование останков святого. Фрески на левой стороне трансепта создал сам Алессандро Аллори. Новый этап работ в монастыре продолжался с 1598 по 1602 год. Работами руководил Доменико Крести, которого по месту рождения также называли Пассиньяно. Под его руководством была снесена романская апсида и построена главная капелла; Фрески на своде и хранящиеся там картины были написаны самим Пассиньяно. Украшение церкви было завершено в 1609 году. 
В этот период в монастыре Пассиньяно разместилось общежитие учащихся. Для обучения молодёжи здесь проживали самые ревностные и образованные монахи всей конгрегации; они преподавали греческий и древнееврейский языки, чтобы изучать Священное Писание, и богослужение также читалось на этих языках. Началось углублённое изучение математики и точных наук; в 1588 году преподавать математику был призван Галилео Галилей; в юности он имел опыт монашеской жизни в Валломброзе.
10 октября 1810 года монастырь был закрыт наполеоновскими законами. Монастырская жизнь Пассиньяно была прервана, а всё архивное наследие и библиотека были разграблены. После Наполеона валломброзианам вернули монастырь. Однако в 1866 году в результате принятия законов Сиккарди все религиозные ордена были упразднены, и владельцем всех построек стало итальянское правительство. Онo выделилo немногим оставшимся монахам небольшую часть монастыря и церковь, которая служила приходом для деревни.
7 октября 1870 года Бадия-ди-Пассиньяно был выставлен на аукцион и продан графу Маурицио Дзедушицкому. 
В последующие годы владельцы сменяли друг друга. 10 октября 1986 года монахи вернули себе монастырь. В 2010-х годах монастырь был отреставрирован и открыт для посещения.

## Архитектура и произведения искусства
Ныне существующая церковь была построена в 1266 году. В люнете портала имеется фреска XIX века, изображающая Мадонну с Младенцем и двумя ангелами. Над люнетом помещён каменный герб монахов-валломброзианцев. Фасад венчает статуя Святого архангела Михаила, убивающего дракона (копия, оригинал XII века хранится внутри монастыря).
Церковь имеет план в виде латинского креста и один неф, посередине которого находится хор, скамьи которого украшены резьбой (1549). По сторонам — картины, написанные Микеле Тозини: «Архангелы Михаил, Гавриил и Рафаил», узнаваемые по их характерным символам, и «Рождество» (между 1550 и 1551).

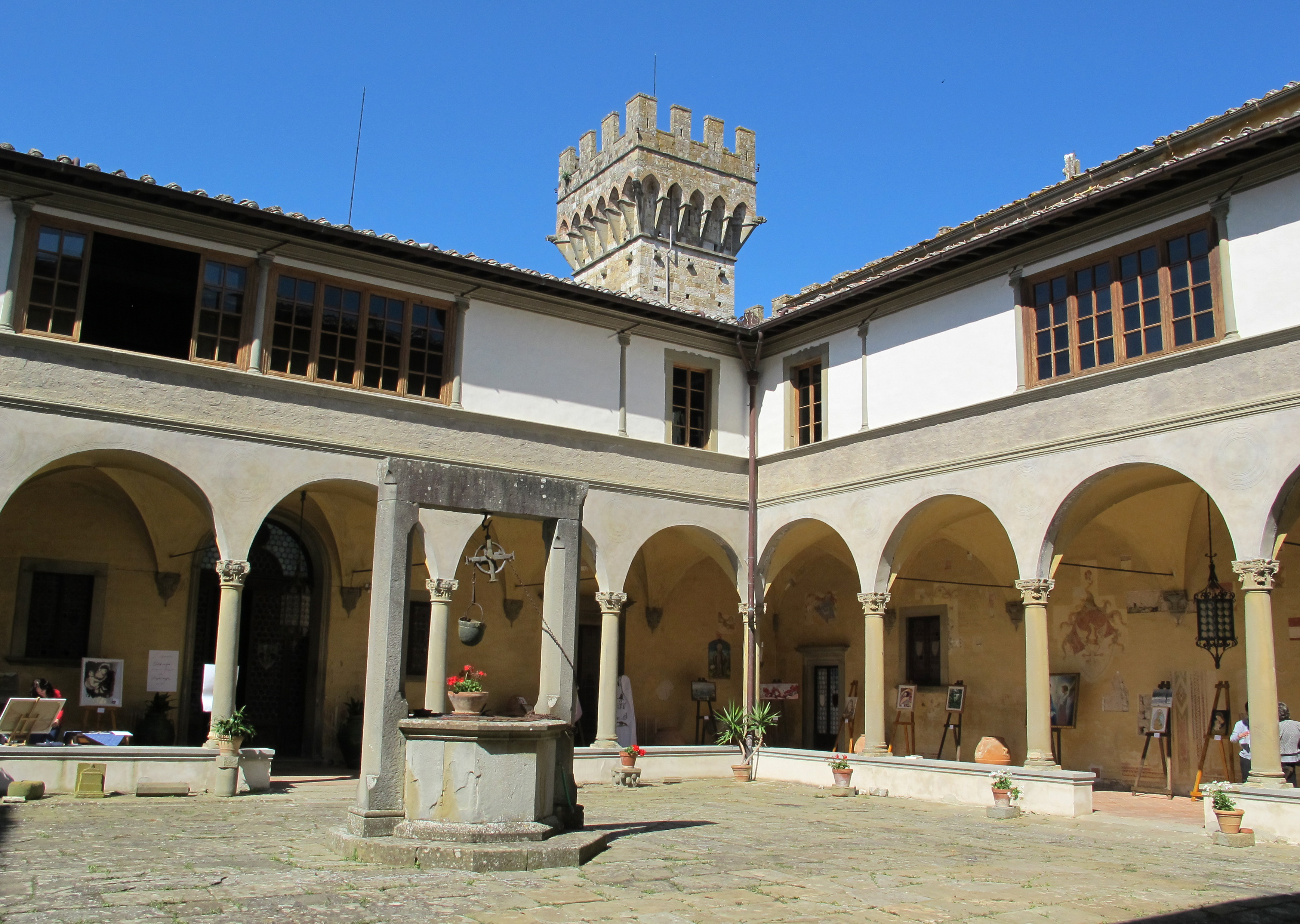
Двор монастыря
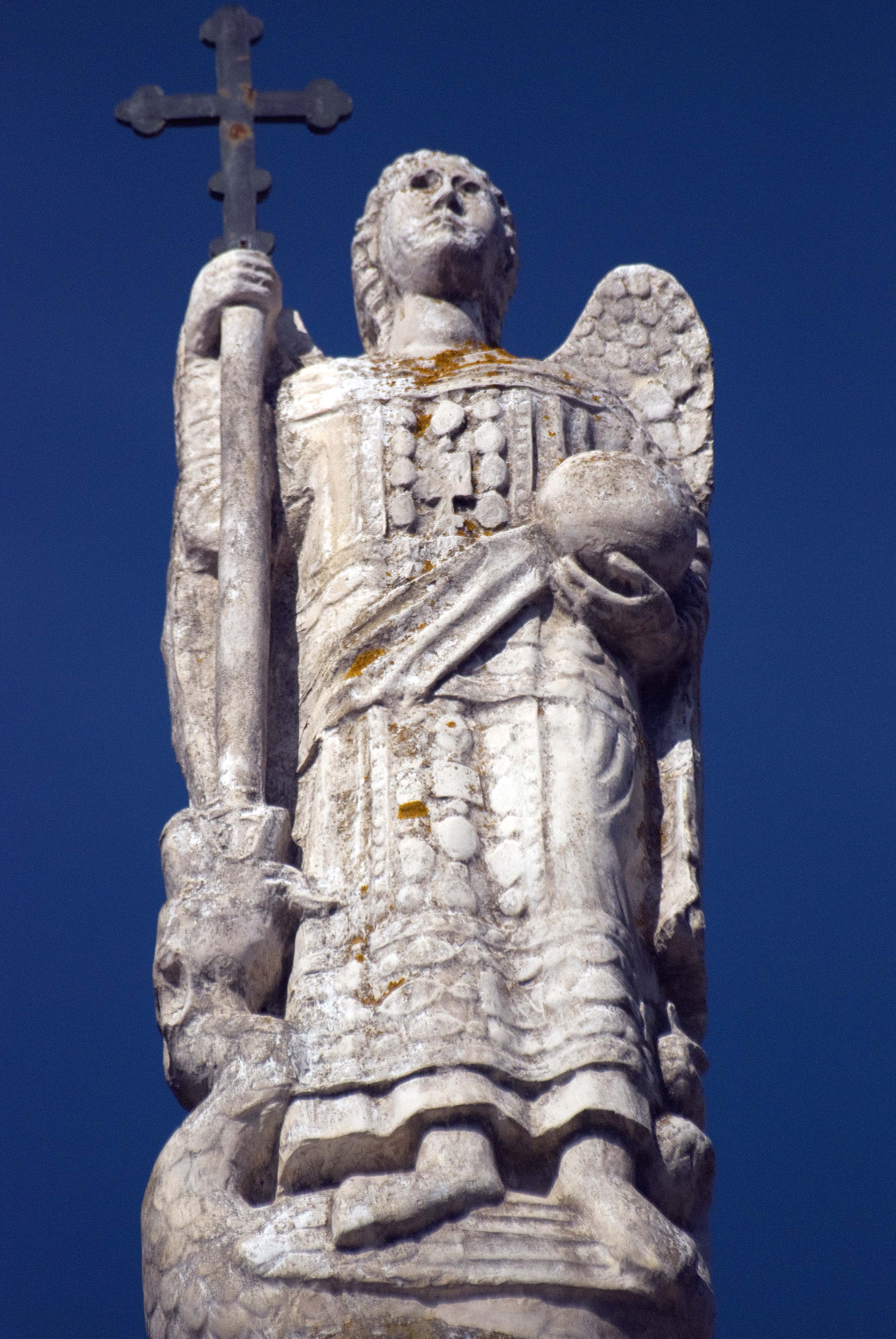
Статуя Святого Архангела Михаила
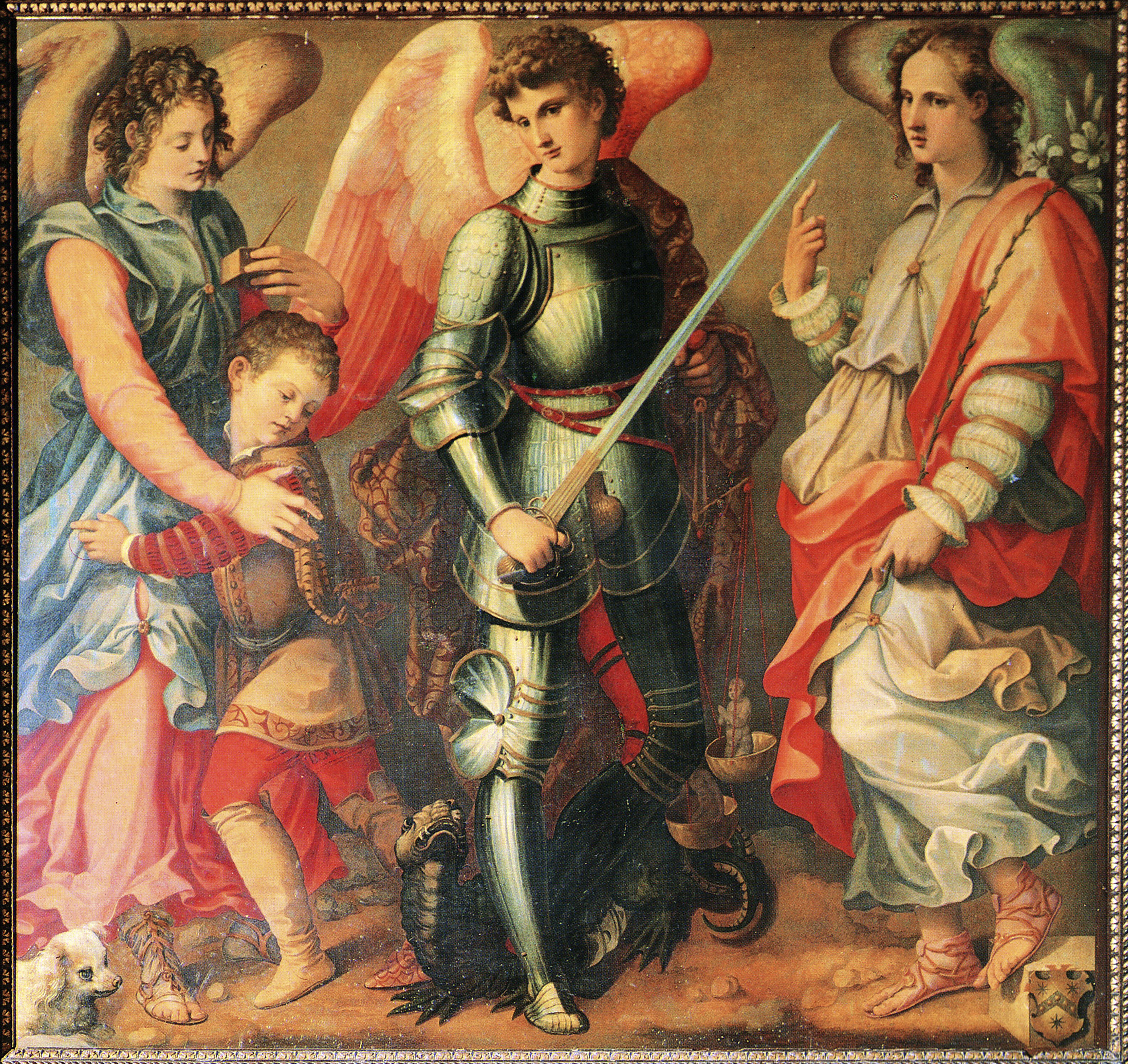
М. Тозини. Архангелы Михаил, Гавриил и Рафаил. Между 1550 и 1551. Холст, масло
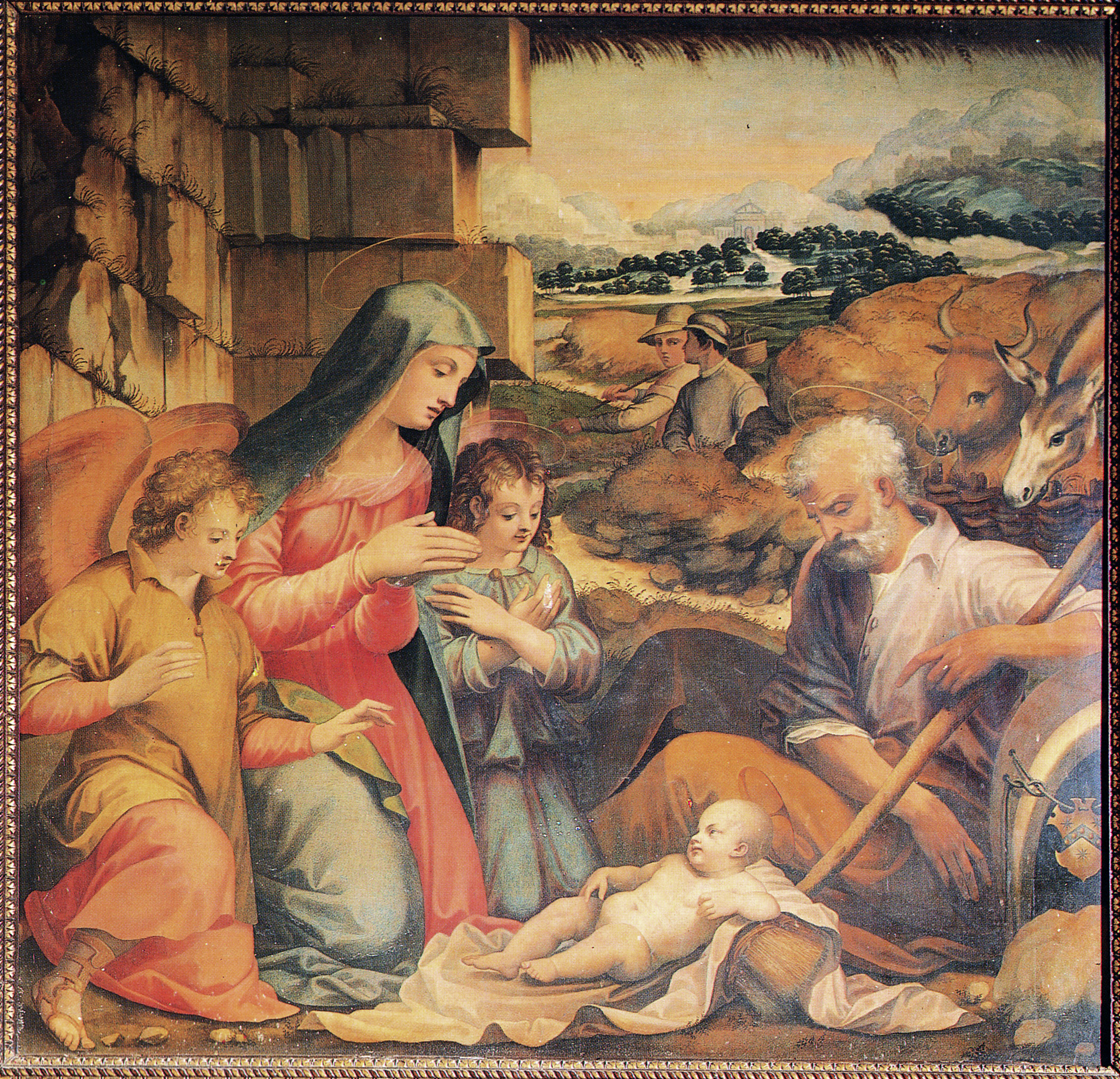
М. Тозини. Рождество. Между 1550 и 1551. Холст, масло
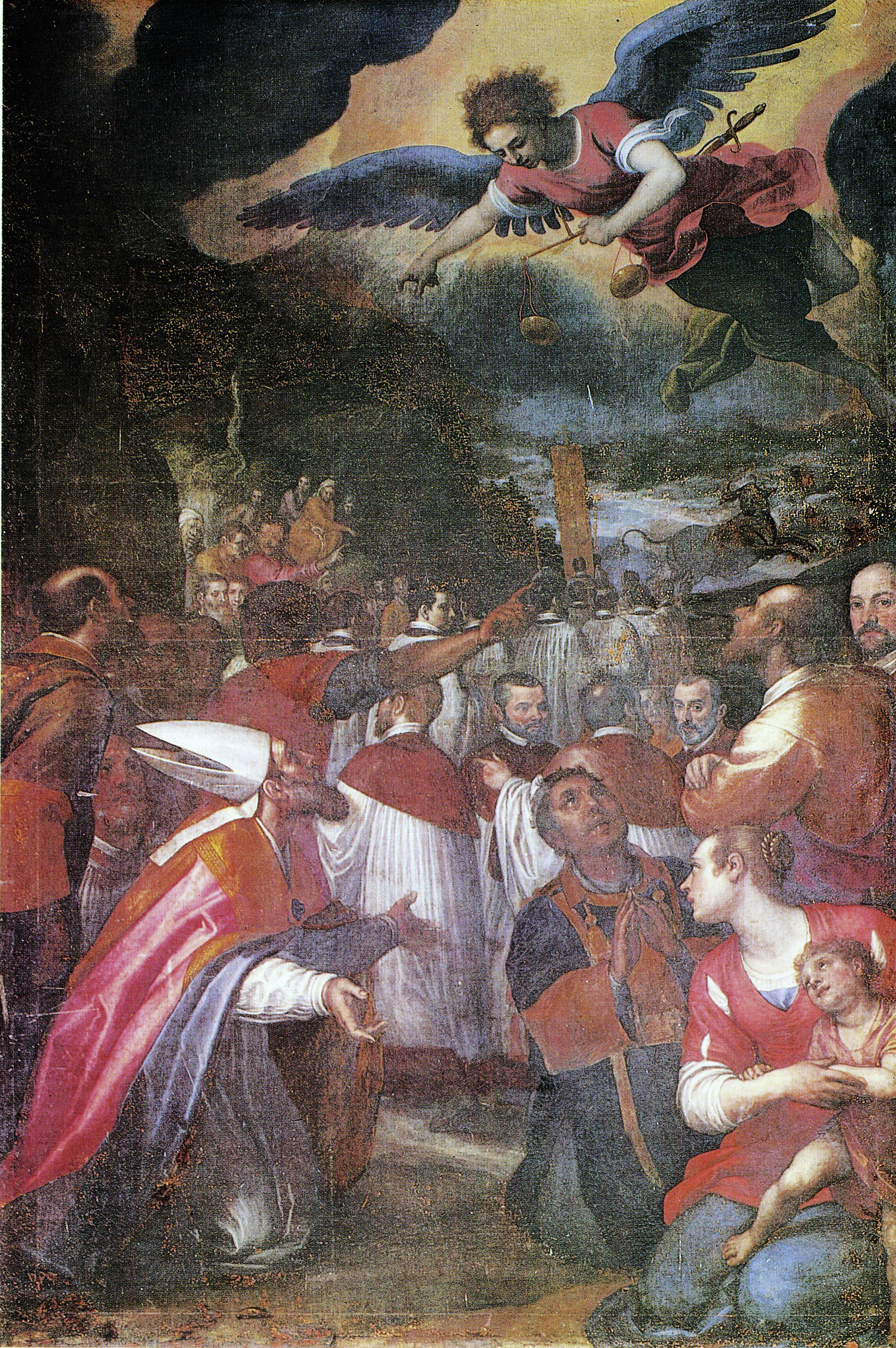
Д. Крести. Явление Архангела Михаила на горе Гаргано. 1602. Холст, масло
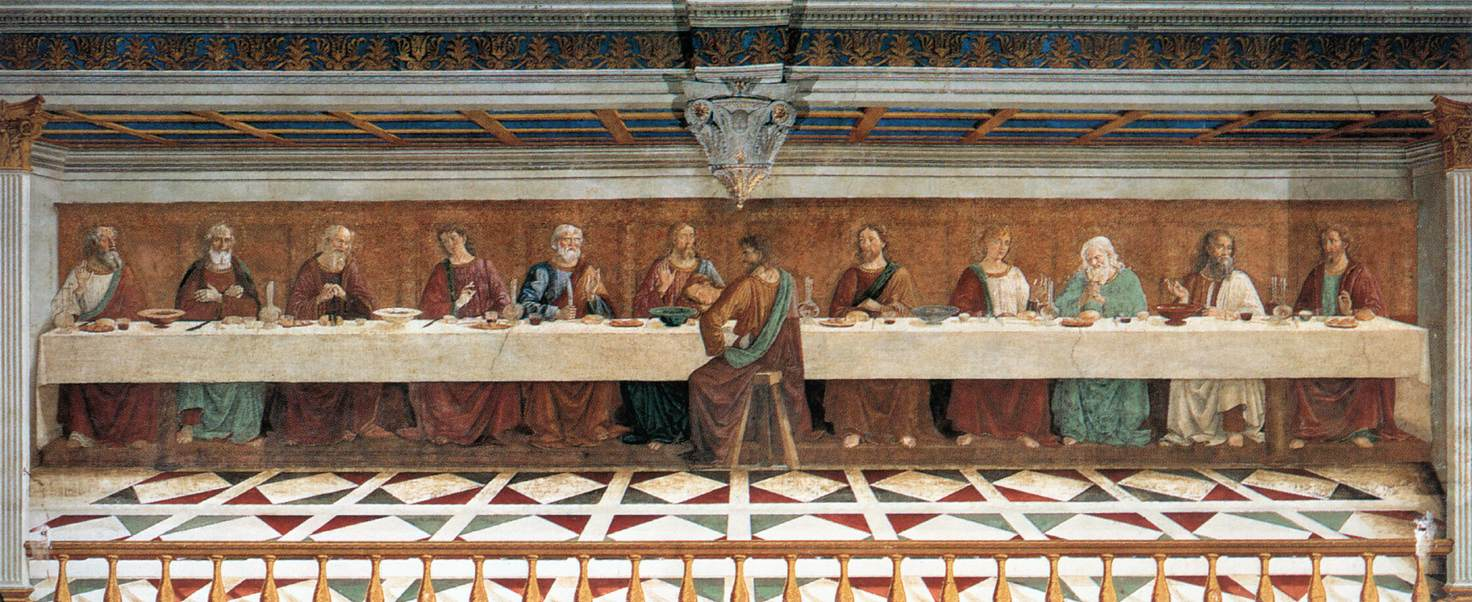
Д. Гирландайо. Тайная вечеря. 1476. Фреска

Капелла Святого Михаила Архангела является самой большой и расположена в центре. Создана в 1598 году. Фреска на своде, изображающая Вечного Отца во славе, принадлежит Пассиньяно. На фреске также изображены четыре поющих ангела, сидящих на балюстраде, от которой начинается череда фигур на концентрических кругах, достигающая по направлению к центру ряда головок херувимов, окружающих Голубя Святого Духа. Под куполом в парусах представлены аллегорические фигуры четырёх главных добродетелей: умеренности, мужества, справедливости и благоразумия; В люнетах изображены царь Давид, сивиллы и пророк Исайя. На боковых стенах, в нишах, размещены фигуры четырёх евангелистов.
Две статуи, изображающие Святого Петра и Святого Павла созданы Андреа Ферруччи. Над этими фигурами расположены небольшие монохромные картины в золотых рамах, иллюстрирующие сцены из жизни каждого евангелиста.
В главном алтаре изображена Мадонна с Младенцем и святыми на фоне апокалиптического видения, в котором архангел Михаил сражается с адским врагом. На картине справа изображено Явление Святого Михаила на горе Гаргано. Слева представлена битва Святого Михаила с драконом и Люцифером.
В 1706 году Джузеппе Никола Назини расписал фресками купол, а в 1709 году тот же художник создал картину с изображением «Мадонны дель Розарио» (Девы Марии в саду роз) и Святой Кристины, размещённые в боковых алтарях нефа.
Слева от главного алтаря расположена Капелла Святого Гуальберта, в которой хранится гробница святого, расписанная в 1580 году Алессандро Аллори. По сторонам арки — два маленьких ангела, высеченные в барельефе, выполненном в 1507 году Бенедетто да Ровеццано. Там же находятся картины Дж. М. Буттери. В левом трансепте — фрески А. Аллори и его учеников, изображающие эпизоды из жизни Гуальберто.
В сакристии хранится реликварий Святого Иоанна Гуальберта. Он состоит из бюста резного и чеканного серебра, изготовленного в XV веке, с нимбом, созданным Паоло Сольяни в XVI веке, основание украшено гирляндой из двадцати эдикул с башенками и створками. Внутри каждой эдикулы представлены сцены из жизни святого, выполненные в тончайшей эмали между 1324 и 1332 годами.